# باربرا سيمبسون
باربرا سيمبسون (بالإنجليزية: Barbara Simpson)‏ هي مقدمة برامج إذاعية وصحفية أمريكية، ولدت في 1937.